# 1860年代
1860年代（せんはっぴゃくろくじゅうねんだい）は、西暦（グレゴリオ暦）1860年から1869年までの10年間を指す十年紀。

## できごと

### 1860年
- 3月24日（安政7年3月3日） - 桜田門外の変で、大老井伊直弼が暗殺される。
- 9月7日 - ジュゼッペ・ガリバルディ、両シチリア王国の首都、ナポリに入城。翌10月両シチリア王国の版図であるシチリアを含む南イタリアをサルデーニャ王国国王ヴィットーリオ・エマヌエーレ2世に献上。
- 9月21日 - 八里橋の戦いの開始。最終的に清軍を敗戦する、イギリス軍とフランス軍は北京へ進軍する。
- 10月24日 - 英仏露と清の間で不平等条約北京条約締結　(アロー/第二次アヘン戦争終結)
- 11月6日 - エイブラハム・リンカーンがアメリカ合衆国大統領に当選。
- 12月よりアメリカ南部諸州が合衆国からの離脱を宣言。
- この年、サルデーニャ王国国王ヴィットーリオ・エマヌエーレ2世、ローマ教皇領およびオーストリア領ヴェネト地方を除き、イタリアを支配下に収める。

### 1861年
- 1861年4月12日 - 1865年4月9日 - アメリカ南北戦争。
- 1861年 - 1870年 - イタリア統一戦争。
- 2月4日 - アメリカで南部7州がアメリカ南部連合を設立、独立を宣言。
- 3月17日 - ヴィットーリオ・エマヌエーレ1世によるイタリア王国の成立宣言。
- 3月28日（文久元年2月19日） - 元号が万延から文久に改元。
- 4月12日 - 南軍が連邦のサムター要塞を攻撃、アメリカ南北戦争の開始。フランス、コーチシナ戦争によりベトナム南部占領。
- 6月25日 - オスマン帝国第32代皇帝アブデュルアズィズ即位
- 11月11日 - 清の第10代皇帝同治帝即位し、母西太后による摂政政治始まる。
- 12月8日 - フランスによるメキシコ出兵

### 1862年
- 1月21日（文久元年12月22日） - 文久遣欧使節、欧州諸国との不平等条約解消交渉のため出発。
- 2月13日（文久2年1月15日） - 坂下門外の変。
- 3月11日（文久2年2月11日）  - 和宮、将軍徳川家茂婚礼
- 5月1日 - 第2回ロンドン万国博覧会が開幕する。
- 5月21日（文久2年4月23日） - 寺田屋事件。
- 6月5日 - フランスとベトナム間で不平等条約サイゴン条約締結
- 6月6日 - 両都両港開市開港延期問題に関し、日英間でロンドン覚書締結
- 文久2年8月21日 - 生麦事件。
- 9月22日 - リンカーン、奴隷解放宣言を出す。

### 1863年
- 7月1日-7月3日 - ゲティスバーグの戦い。
- 8月15日（文久3年7月2日）- 薩英戦争。
- 9月30日（文久3年8月18日） - 八月十八日の政変
- 11月19日 - リンカーン、ゲティスバーグ追悼演説（人民の人民による人民のための政治）。
- 12月13日 - 李氏朝鮮第26代国王高宗 (朝鮮)即位、父興宣大院君の摂政政治始まる。

### 1864年
- 1月16日-10月30日　- ドイツ統一戦争（第二次デンマーク戦争、プロイセン・デンマーク間）。
- 3月27日（元治元年3月27日）- 元号が文久から元治に改元。
- 4月10日 -フランス主導でマクシミリアン (メキシコ皇帝)即位し メキシコ第二帝政始まる。
- 5月4日（元治元年3月29日） - 高杉晋作が、萩藩で野山獄に投獄される。
- 5月、勝海舟が神戸海軍操練所を設立。
- 7月8日（元治元年6月5日） - 池田屋事件。
- 7月19日 - 太平天国の乱終結。
- 8月5日 - 英仏蘭米の連合艦隊が馬関を砲撃し下関戦争始まる。
- 8月20日（元治元年7月19日） - 禁門の変。
- 9月、アメリカ北軍、アトランタを陥落させる。

### 1865年
- 1865年5月1日（慶応元年4月7日）- 元号が元治から慶応に改元。
- 4月3日 - アメリカ南部連合の首都リッチモンドが陥落。
- 4月9日 - 南軍のロバート・リー将軍が降伏し、南北戦争の事実上の終局。
- メンデルの遺伝の法則発表（ブリュン自然協会で口頭発表）。

### 1866年
- 3月7日(慶應2年1月21日) - 薩長同盟成立。
- 3月8日 - 李氏朝鮮でキリスト教弾圧丙寅教獄始まる
- 6月22日-7月26日 - ドイツ統一戦争（普墺戦争、プロイセン・オーストリア間）。
- 8月16日 - 李氏朝鮮で米国船ジェネラル・シャーマン号事件起こる
- 10月11日 - 李氏朝鮮とフランスの間で丙寅洋擾勃発
- メンデルの遺伝の法則発表（ブリュン自然科学会誌で論文発表）。

### 1867年
- 1月30日（慶応2年12月25日） - 孝明天皇が没し、第122代明治天皇が践祚。
- 4月1日 - パリ万国博覧会開幕。日本からは幕府と薩摩藩、佐賀藩が出展。
- 6月19日 - 米国主導でマクシミリアン (メキシコ皇帝)処刑され メキシコ第二帝政終わる。
- 7月1日 - カナダがイギリスから独立。
- 7月15日 - フランスのカンボジア支配を宗主国シャム（タイ）が承認
- 11月9日（慶応3年10月14日） - 大政奉還。
- 12月10日（慶応3年11月15日） - 坂本龍馬が暗殺される。

### 1868年
- 1月1日（慶応3年12月7日） - 神戸港対外開港。
- 1月3日（慶応3年12月9日） - 王政復古。
- 1月27日（慶応4年1月3日） - 鳥羽・伏見の戦い（戊辰戦争の勃発）。
- 2月4日（慶応4年1月11日） - 神戸事件。
- 上野戦争。
- 北越戦争。
- 会津戦争。
- 4月6日（慶応4年3月14日） - 五箇条の御誓文。
- 10月1日 - タイ、ラーマ5世即位。
- 10月23日（明治元年9月8日）- 元号が慶応から明治に改元。
- ロシア帝国、ブハラ・ハン国占領（英露のグレート・ゲーム）

### 1869年
- 6月27日（明治2年5月18日） - 箱館戦争終結（戊辰戦争の終結）。
- 7月25日（明治2年6月17日） - 版籍奉還。
- 11月17日 - スエズ運河開通。